# Knurrende Guramis
Bei den Knurrenden Guramis der Gattung Trichopsis (= „Trichopusähnlicher“, Trichopus = Syn. von Trichogaster) handelt es sich um relativ klein bleibende Fische aus der Unterordnung der Labyrinthfische (Anabantoidei) innerhalb der Barschverwandten (Percomorphaceae). Ihr Verbreitungsgebiet liegt in dicht bewachsenen Süßgewässern und Torfsümpfen von Südostasien.

## Name
Der deutschsprachige Gattungsname "Knurrende Guramis" kommt daher, weil die Fische dieser Gattung "gut hörbare Knarr-Laute produzieren können. Diese Laute entstehen, indem der Fisch mit einem Knochen über Sehnen streicht, die über die luftgefüllte Schwimmblase laufen". "Gurami" (englisch: Gourami) wiederum stammt aus der Malaiischen Sprache und bezeichnet in diesem Fall eine bestimmte Gruppe von Arten von Labyrinthfischen.
Der wissenschaftliche Gattungsname Trichopsis stammt von den griechischen Begriffen "thrix" beziehungsweise "thrich" = "Haar" und "opsis" = "Erscheinung".

## Die knurrenden Geräusche
Das Knurren ist zu bemerken, wenn diese Fische adult sind. Es wird im Zuge von Aggression erzeugt und auch bei der Balz. Laborversuche ergaben, dass das unter Wasser erzeugte Geräusch bis zu 10 m weit gehört werden kann. Sowohl männliche als auch weibliche Knurrende Guramis vermögen diese Lautäußerungen zu erzeugen.

### Knurrende Geräusche beiTrichopsis pumila
Beim Knurrenden Zwerggurami ergab eine Masterarbeit von Noémie Liesch 2020, dass Schalldruckpegel bei Männchen einen doppelt so großen Durchmesser als bei Weibchen aufweisen. Es gab keine geschlechtsspezifischen Unterschiede bei der Dauer von Lauten und deren Anzahl  innerhalb einer Auseinandersetzung. "Dafür haben sich die Geschlechter jedoch in allen fünf untersuchten Lautmerkmalen unterschieden. Männliche Laute bestanden aus doppelt so vielen Bursts, welche hauptsächlich aus Doppelimpulsen (um 80 %) bestanden und einer höheren Burstperiode. Des Weiteren waren männliche Laute mit einer Hauptfrequenz um 2090 Hz sowie einem Schalldruckpegel um 114 dB wesentlich tieffrequenter und lauter als die der Weibchen. Im Gegensatz zu früheren Annahmen produzieren rund zwei Drittel der weiblichen Knurrenden Zwergguramis Laute während agonistischen Auseinandersetzungen."

## Merkmale

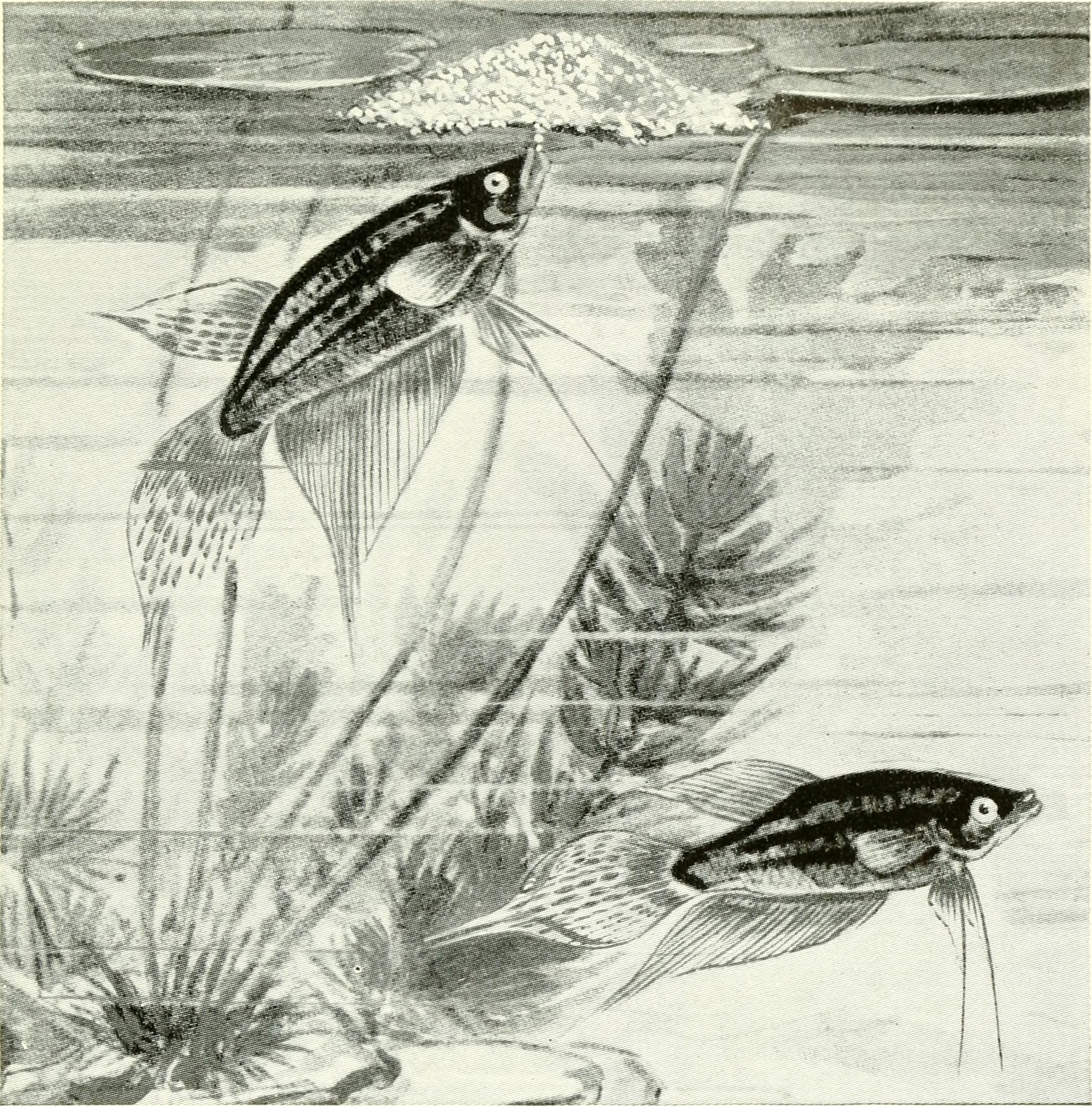
Knurrende Guramis sind Schaumnestbauer

Knurrende Guramis ähneln in ihrer äußeren Gestalt den schaumnestbauenden Kampffischen der Gattung Betta, sie sind jedoch weniger farbenfroh und weniger aggressiv.
Knurrende Guramis der Gattung Trichopsis werden 2,4 bis 8 cm lang und haben einen eher gedrungenen Körper, einen spitzmäuligen Kopf, ein nach oben gerichtetes (oberständisches) Maul, eine kurze fahnenartige Rückenflosse, eine lange Afterflosse und in der Regel eine lanzettförmige Schwanzflosse. Manche haben jedoch eine abgerundete Schwanzflosse. Die Bauchflossen sind lang und fadenförmig, aber nicht so lang wie die der Fadenfische. Sie sind von bräunlicher oder beiger Grundfarbe, zeigen wenige dunkelbraune Längsstreifen, eine mehr oder weniger intensiv ausgeprägte Musterung mit leuchtend hellblauen Punkten und rote Flossenränder.
- Flossenformel: Dorsale II–IV/6–8, Anale V–IV/19–28, Ventrale I/5.
- Schuppenformel: mLR 27–29.

Knurrende Guramis bauen Schaumnester ("Blasennester") für die abgelaichten Eier und die geschlüpften Jungen, wie dies auch manche anderen Labyrinthfische tun.

## Verbreitung
Knurrende Guramis der Gattung Trichopsis wurden in Kambodscha, Laos, Indonesien, Malaysia, Singapur, Thailand und Vietnam gefunden. Nur in Thailand kommen alle drei bislang anerkannten Arten (Trichopsis vittata, Trichopsis schalleri und Trichopsis pumila) vor, die sich in ihren äußeren Merkmalen unterscheiden und daher bislang als Arten beschrieben wurden. Kambodscha und Laos beherbergen jeweils zwei Arten.
Trichopsis vittata ist hierbei am weitesten verbreitet und wurde in den meisten südostasiatischen Ländern nachgewiesen, z. B. in Kambodscha, Indonesien, Laos, Malaysia, Singapur, Thailand und Vietnam. Neben Trichopsis vittata gibt es in Kambodscha auch den Knurrenden Zwerggurami (Trichopsis pumila) und in Laos Schallers Knurrenden Gurami (Trichopsis schalleri).

## Lebensräume
Die Mitglieder der beiden Gattungen Trichopsis und Betta teilen sich in der Regel die gleichen Lebensräume. Sie werden in flachen und relativ ruhigen Süßgewässern mit einer deckenden Vegetation wie Schwimmpflanzen oder flutenden Wasser- und Sumpfpflanzen vorgefunden.

## Arten

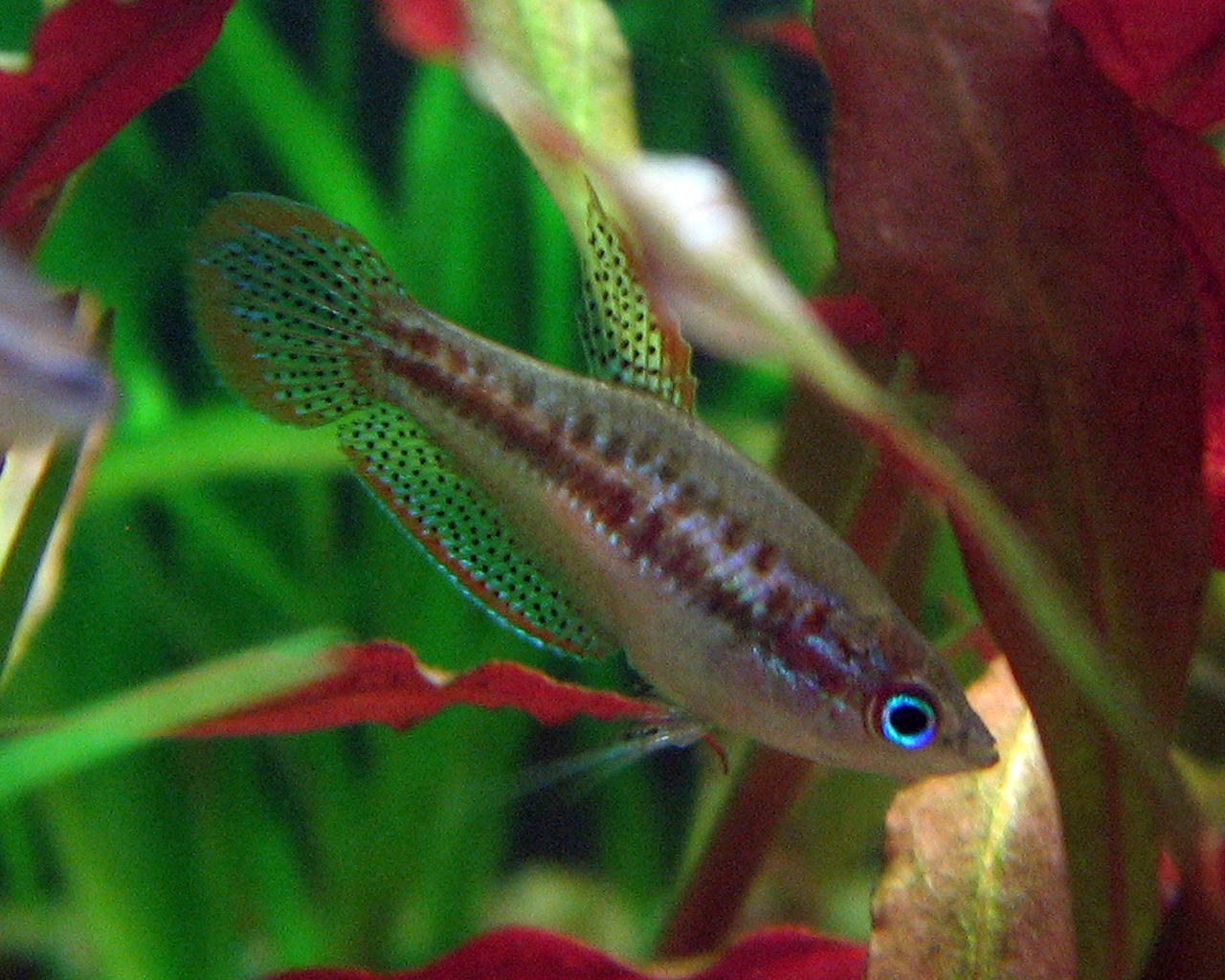
Knurrender Zwerggurami (Trichopsis pumila)

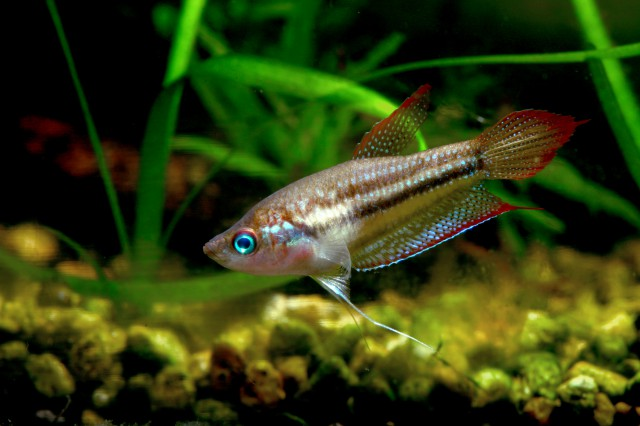
Schallers Knurrender Gurami (Trichopsis schalleri)

Gegenwärtig werden folgende Taxa zu den Knurrenden Guramis gerechnet:
- Knurrender Zwerggurami (Trichopsis pumila Arnold, 1936)
- Schallers Knurrender Gurami (Trichopsis schalleri Ladiges, 1962)
- Knurrender Gurami (Trichopsis vittata (Cuvier, 1831))

Bhinyo Panijpan et al. 2015 fanden bei molekulargenetischen Analysen, dass es sich bei Trichopsis pumila um eine Art handelt, während sich unter den Populationen von Trichopsis schalleri und Trichopsis vittata weitere kryptische Arten verbergen. Letzteres ist auch Ergebnis einer Studie von Michael Norén et al. (2017).
In freier Wildbahn gibt es Hybriden zwischen T. pumila und T. vittata. Vor diesen Ergebnissen wurde allgemein angenommen, dass es nur drei Arten der Gattung Trichopsis in Thailand und nur eine oder zwei Arten in anderen südostasiatischen Ländern gibt. Hierbei ist die bislang als T. vittata beschriebene Art größer als T. schalleri, und T. schalleri wiederum größer sind als T. pumila.

## Bedeutung im Zierfischhandel und Verwilderungen
Der Knurrende Zerggurami ist laut einer Studie von Norén et al. (2017) die häufigste Art der Gattung Trichopsis im Handel. Dennoch seien verwilderte Populationen bisher nur von den Philippinen berichtet worden. Der im Handel dieser Studie zufolge weniger verbreitete Trichopsis vittata hingegen ist in mehreren Staaten verwildert nachgewiesen, eine Aussetzung aus Aquarienhaltung ist hierbei wahrscheinlich.